# Clubiona pseudomaxillata
Clubiona pseudomaxillata är en spindelart som beskrevs av Henry Roughton Hogg 1915. Clubiona pseudomaxillata ingår i släktet Clubiona och familjen säckspindlar. Inga underarter finns listade i Catalogue of Life.